# Хардбол (фільм)
«Хардбол» — кінофільм режисера Браяна Роббінса, що вийшов на екрани в 2001 році. Екранізація роману американського письменника Денієла Койла.

## Зміст
Колишній бейсболіст Конор О'Ніл – дуже азартна людина. Саме азарт і довів його до ситуації, коли йому у втечі від кредиторів доводиться шукати «п'ятий кут». Як можливість заробити гроші і повернути борги, Конору запропоновано, за програмою роботи з важкими у вихованні підлітками, підготувати до чемпіонату дитячу бейсбольну команду. Як то кажуть – «ворогові не побажаєш», тим більше, що Конор все ще сам «важкий до виховання». Та іншого способу відповісти за боргами у нього немає.

## Ролі
| Актор            | Роль                     |
| ---------------- | ------------------------ |
| Кіану Рівз       | Конор О'Ніл              |
| Дайан Лейн       | Елізабет Вілкс           |
| Джон Хоукс       | Тікі Тобін               |
| Брайна Херне     | Андре Рей Пітс           |
| Джуліан Гріффіт  | Джефферсон Альберт Тіббс |
| Майкл Б. Джордан | Джамал                   |
| Даніель Суїні    | Метт Хайленд             |

## Нагороди та номінації
- 2002 - номінація на премію Золота малина - найгірший актор (Кіану Рівз)

## Знімальна група
- Режисер — Брайан Роббінс
- Сценарист — Деніел Койл (книга), Джон Гейтінс (сценарій)
- Продюсер — Брайан Роббінс, Майкл Толлін
- Композитор — Марк Айшем